# Dicksoniaceae
De soorten uit de familie Dicksoniaceae zijn - naast Ginkgoaceae - misschien wel een van de oudst bestaande plantenfamilies op aarde. Fossielen van vertegenwoordigers uit deze groep zijn al bekend vanuit het midden Devoon, waarna zij in het Carboon geweldige aantallen bezaten. Deze konden geweldig groot worden, boomvarens tot 24 meter hoog met bladeren van tot wel 9 meter lang. In het Perm namen deze aantallen drastisch af maar wonderbaarlijk genoeg stierven ze niet uit in tegenstelling tot de Zaadvarens - een nog veel grotere groep.
De groep waartoe deze varens ingedeeld worden heet vaak ook Pterophyta (in plaats van Pteropsida), een verschil in rang dat samenhangt met de gebruikte literatuur. De familie Dicksoniaceae wordt door de meeste taxonomen ingedeeld in de orde Cyatheales, maar in de systematiek zoals gebruikt in de 23e druk van de Heukels in de orde Filicales.